# Irena Kowalska-Wuttke

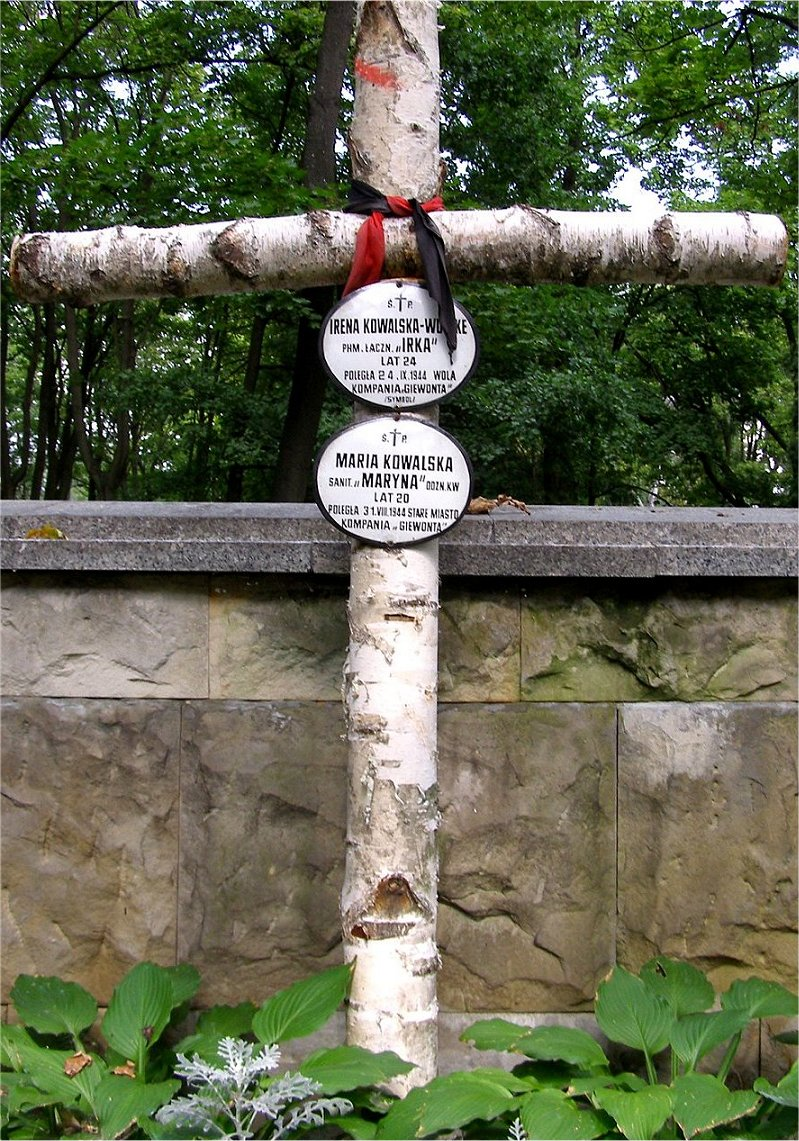
Grób na cmentarzu Wojskowym na Powązkach

Irena Wiktoria Kowalska-Wuttke ps. Irka (ur. 21 maja 1920 w Płocku, zm. 24 września 1944 w Warszawie) – podharcmistrzyni, łączniczka, uczestniczka powstania warszawskiego, żołnierz 3. kompanii „Giewont” w batalionie „Zośka”.

## Życiorys
Córka Janiny z Benedeków Kowalskiej, absolwentki Instytutu Biologiczno-Botanicznego Uniwersytetu Lwowskiego i Henryka Kowalskiego, inżyniera teletechnika, pracownika Ministerstwa Poczt i Telegrafów. Starsza siostra Maryny Kowalskiej, sanitariuszki 3. kompanii „Giewonta”. Żona Jana Wuttkego.
Uczennica Gimnazjum im. Królowej Jadwigi i harcerka 14. Warszawskiej Żeńskiej Drużyny Harcerskiej, tzw. Błękitnej Czternastki, w której pełniła funkcje zastępowej i przybocznej. Po zdaniu matury w 1938 rozpoczęła studia na Wydziale Elektrotechnicznym Politechniki Warszawskiej.

## II wojna światowa

### Kampania wrześniowa
Podczas kampanii wrześniowej brała udział w obronie Warszawy, była radiotelegrafistką w służbie łączności – przyjmowała zaszyfrowane depesze wojskowe, a następnie pracowała w Oddziale II Sztabu. Gasiła pożary oraz ratowała zasypanych.

### Konspiracja
Podczas okupacji niemieckiej działała w konspiracji. Jako kurier Armii Krajowej jeździła pod koniec 1942 do Wilna, Lwowa i Lublina. Należała do Organizacji Harcerek i współpracowała z Grupami Szturmowymi. Wchodziła w skład zespołu kobiecego Organizacji Małego Sabotażu „Wawer”, brała udział w akcjach sabotażowych. W czerwcu 1942 aresztowana przez Gestapo w związku ze zdjęciem flagi czerwonego krzyża z niemieckiego szpitala, spędziła kilka miesięcy na Pawiaku. Zwolniona 15 sierpnia z więzienia przy ul. Daniłowiczowskiej, wkrótce została ponownie schwytana podczas łapanki, przetrzymywana w obozie przejściowym przy ul. Skaryszewskiej i wykupiona przez matkę za sznur korali.
W marcu 1944 została komendantką dziewcząt-łączniczek w „nowych Grupach Szturmowych”.

### Powstanie warszawskie
W powstaniu warszawskim służyła jako łączniczka i sanitariuszka. Trzeciego sierpnia wraz z grupą instruktorów „Pasieki” przeszła do Śródmieścia. Do batalionu dołączyła dopiero po przebiciu „Zośki” do Śródmieścia.
5 września 1944 w piwnicy kamienicy Sióstr Rodziny Maryi przy ul. Hożej 15 poślubiła Jana Wuttke. Ślubu udzielił im ksiądz Józef Warszawski. Wkrótce wraz z mężem znalazła się na Czerniakowie i została przyjęta do kompanii „Rudy” batalionu „Zośka”. 23 września w rejonie ul. Wilanowskiej została wzięta do niewoli przez hitlerowców. Rozstrzelali ją dnia następnego – 24 września na Woli (najprawdopodobniej w podziemiach kościoła św. Stanisława Biskupa przy ul. Wolskiej). Miała 24 lata. Jej ciała nigdy nie odnaleziono. Symboliczna mogiła znajduje się w kwaterze żołnierzy batalionu „Zośka” na Wojskowych Powązkach w Warszawie. W tym samym grobie pochowano jej siostrę – sanitariuszkę Marię Kowalską ps. „Maryna” (kompania „Giewonta”) (kwatera A20-2-25).
Jej mąż, Jan Wuttke ps. „Czarny Jaś”, zginął 19 września 1944 przy ul. Wilanowskiej.

## Upamiętnienie
Irena Kowalska-Wuttke jest patronką 8. Szczecińskiej Drużyny Harcerek „Suma Sił”.